# Bunceton (Missouri)
Bunceton est une ville du comté de Cooper, dans le Missouri, aux États-Unis,. Située au centre du comté, elle est fondée en 1868 et est incorporée la même année.

## Démographie
Lors du recensement de 2010, la ville comptait une population de 354 habitants. Elle est estimée, en 2016, à 353 habitants.

## Source de la traduction
- (en) Cet article est partiellement ou en totalité issu de l’article de Wikipédia en anglais intitulé « Bunceton, Missouri » (voir la liste des auteurs).